# Virginia Leith
Virginia Leith (* 15. Oktober 1925 in Cleveland, Ohio; † 4. November 2019 in Palm Springs, Kalifornien) war eine US-amerikanische Schauspielerin. Bekanntheit erlangte sie durch ihre Hauptrolle in dem Horrorfilm Der Kopf, der nicht sterben durfte.

## Leben
Virginia Leith wurde 1925 in Cleveland geboren und machte ihren Schulabschluss an der dortigen Cleveland Heights High School. Sie arbeitete zunächst als Garderobiere und Bedienung in einem Drive-In-Restaurant, ehe sie 1953 bei einem Casting in Los Angeles von Stanley Kubrick entdeckt wurde und eine Nebenrolle als junges Mädchen im Anti-Kriegsfilm Fear and Desire erhielt. 1954 unterzeichnete Leith einen Vertrag bei 20th Century Fox und erhielt fortan größere Filmauftritte, darunter 1955 im Western Die weiße Feder oder 1956 im Thriller Ein Kuß vor dem Tode, in dem sie an der Seite von Robert Wagner und Jeffrey Hunter die weibliche Hauptrolle spielte.
Ihre bekannteste Rolle wurde der 1959 gedrehte Horrorfilm Der Kopf, der nicht sterben durfte, in dem sie die titelgebende Hauptfigur spielte. Der Film kam erst drei Jahre später in die Kinos.
Nach ihrer Heirat 1960 mit dem Komiker und Schauspieler Don Harron zog sich Leith aus dem Filmgeschäft zurück. Die Ehe wurde 1968 geschieden. Danach spielte Leith als Gaststar in mehreren Fernsehsendungen wie Baretta oder Starsky & Hutch und noch in zwei weiteren Filmen mit. Ihre letzte kleine Rolle übernahm sie 1983 in Curtains – Wahn ohne Ende. Anschließend beendete sie ihre Schauspielkarriere.
Virginia Leith war von 1960 bis zur Scheidung 1968 mit dem Komiker und Schauspieler Don Harron verheiratet. Sie starb am 4. November 2019 im Alter von 94 Jahren in Palm Springs. Leith besitzt keine Grabstätte, ihren Körper vermachte sie dem Lehrzentrum der University of California.

## Filmografie (Auswahl)
- 1953: Furcht und Begierde (Fear and Desire)
- 1953: Here Come the Girls
- 1954: Die Spinne (Black Widow)
- 1955: Die weiße Feder (White Feather)
- 1955: Sensation am Sonnabend (Violent Saturday)
- 1956: Testpiloten (On the Threshold of Space)
- 1956: Ein Kuß vor dem Tode (A Kiss Before Dying)
- 1956: Einst kommt die Stunde (Toward the Unknown)
- 1958: Sing Boy Sing
- 1962: Der Kopf, der nicht sterben durfte (The Brain That Wouldn’t Die)
- 1977: Baretta (Fernsehserie, eine Folge)
- 1977: Starsky & Hutch (Fernsehserie, eine Folge)
- 1977: Barnaby Jones (Fernsehserie, eine Folge)
- 1977: First Love
- 1978: Battered (Fernsehfilm)
- 1983: Curtains – Wahn ohne Ende (Curtains)